# 第62回カンヌ国際映画祭
第62回カンヌ国際映画祭（だい62かいカンヌこくさいえいがさい）は、2009年5月13日から24日に開催された。

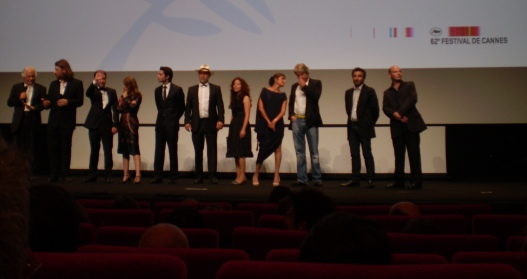
Eyes Wide Openチーム Israel

コンペティション部門の審査員長はフランスの女優イザベル・ユペール、オープニング作品はピート・ドクター / ボブ・ピーターソン共同監督の『カールじいさんの空飛ぶ家』で、アニメーション映画および3D映画として初のオープニングプログラムとなった。コンペティション部門では20作品が上映されたが、ほとんどはベテラン監督による作品であった。
会先期間中の19日には、フランスの電力会社EDFのストライキにより、電力供給がストップするという事態も起こった。
日本からは是枝裕和監督の『空気人形』がある視点部門で上映され、日本・アメリカ・韓国合作によるアロン・ウルフォーク監督の『The Harimaya Bridge はりまや橋』がマルシェで上映された。また、コンペティション部門で上映されたギャスパー・ノエ監督の『エンター・ザ・ボイド』、イザベル・コイシェ監督の『ナイト・トーキョー・デイ』も東京で撮影された作品である。また、河瀬直美監督に功労賞である「金の馬車賞」が贈られた。

## 受賞結果

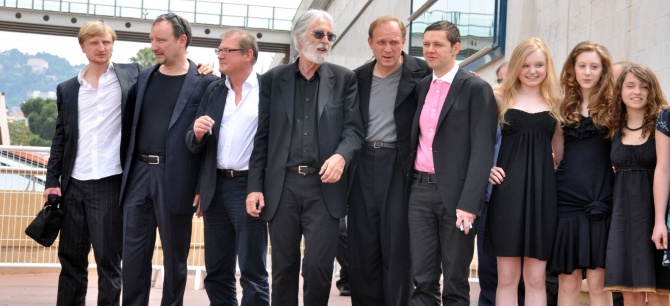
パルム・ドールを受賞した『白いリボン』のキャスト・スタッフ

- パルム・ドール：『白いリボン』（ミヒャエル・ハネケ）
- グランプリ:『預言者』（ジャック・オーディアール）
- 審査員賞：『フィッシュ・タンク』（アンドレア・アーノルド）、『渇き』（パク・チャヌク）
- 監督賞：ブリランテ・メンドーサ （『キナタイ マニラ・アンダーグラウンド』）
- 男優賞：クリストフ・ヴァルツ （『イングロリアス・バスターズ』）
- 女優賞：シャルロット・ゲンズブール （『アンチクライスト』）
- 脚本賞：メイ・フェン （『スプリング・フィーバー』）
- カメラ・ドール：ワーウィック・ソーントン（『Samson and Delilah』）
- ある視点賞：『籠の中の乙女』（ヨルゴス・ランティモス）
- 審査員特別功労賞：アラン・レネ（『風にそよぐ草』）

## 審査員

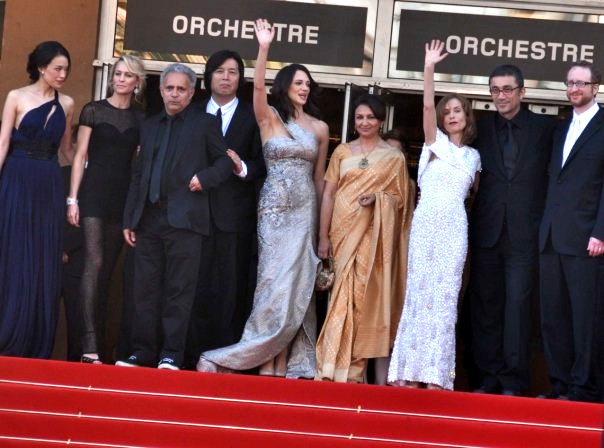
コンペティション部門の審査員

### コンペティション部門
- イザベル・ユペール （委員長、 フランス女優）
- ヌリ・ビルゲ・ジェイラン (映画監督)
- アーシア・アルジェント (女優・映画監督)
- ロビン・ライト・ペン (女優)
- イ・チャンドン (映画監督・俳優)
- ジェームズ・グレイ (映画監督)
- ハニフ・クレイシ(作家・脚本家)
- スー・チー (女優)
- シャルミラ・タゴール (女優)

### ある視点部門
- パオロ・ソレンティーノ（委員長、 イタリア、映画監督）

### 短篇映画/学生映画部門
- ジョン・ブアマン （委員長、 イギリス）

## 上映作品

### コンペティション部門
| 題名 原題                                             | 監督                         | 製作国                                                      |
| ----------------------------------------------------- | ---------------------------- | ----------------------------------------------------------- |
| À l'origine (In the Beginning）                       | グザヴィエ・ジャノリ         | フランス                                                    |
| アンチクライスト Antichrist                           | ラース・フォン・トリアー     | デンマーク ドイツ フランス イタリア ポーランド スウェーデン |
| ブライト・スター いちばん美しい恋の詩 Bright Star     | ジェーン・カンピオン         | イギリス オーストラリア フランス アメリカ合衆国             |
| 白いリボン Das weiße Band                             | ミヒャエル・ハネケ           | ドイツ オーストリア フランス イタリア                       |
| エンター・ザ・ボイド Enter the Void                   | ギャスパー・ノエ             | フランス ドイツ イタリア                                    |
| フィッシュ・タンク Fish Tank                          | アンドレア・アーノルド       | イギリス                                                    |
| イングロリアス・バスターズ Inglourious Basterds       | クエンティン・タランティーノ | アメリカ合衆国                                              |
| キナタイ マニラ・アンダーグラウンド Kinatay           | ブリランテ・メンドーサ       | フィリピン フランス                                         |
| 風にそよぐ草 Les Herbes folles                        | アラン・レネ                 | フランス イタリア                                           |
| エリックを探して Looking for Eric                     | ケン・ローチ                 | イギリス フランス イタリア ベルギー スペイン                |
| 抱擁のかけら Los abrazos rotos                        | ペドロ・アルモドバル         | スペイン                                                    |
| ナイト・トーキョー・デイ Mapa de los sonidos de Tokyo | イザベル・コイシェ           | スペイン                                                    |
| スプリング・フィーバー 春风沉醉的晚上                 | ロウ・イエ                   | 中国                                                        |
| ウッドストックがやってくる! Taking Woodstock          | アン・リー                   | アメリカ合衆国                                              |
| 渇き 박쥐                                             | パク・チャヌク               | 韓国                                                        |
| The Time That Remains                                 | エリア・スレイマン           | イギリス イタリア ベルギー フランス                         |
| 預言者 Un prophète                                    | ジャック・オーディアール     | フランス イタリア                                           |
| 冷たい雨に撃て、約束の銃弾を 復仇                     | ジョニー・トー               | 香港 フランス                                               |
| 愛の勝利を ムッソリーニを愛した女 Vincere             | マルコ・ベロッキオ           | イタリア フランス                                           |
| ヴィザージュ 脸                                       | ツァイ・ミンリャン           | 台湾 フランス ベルギー オランダ                             |

### ある視点部門
| 題名 原題                                                                                             | 監督                                                                  | 製作国         |
| --- | --------------------------------------------------------------------- | -------------- |
| À Deriva (Adrift)                                                                                     | Heitor Dhalia                                                         | ブラジル       |
| Amintiri din epoca de aur (Tales from The Golden Age)                                                 | Hanno Höfer クリスティアン・ムンジウ Constantin Popescu Ioana Uricaru | ルーマニア     |
| Demain dès l'aube (Tomorrow at Dawn)                                                                  | ドゥニ・デルクール                                                    | フランス       |
| Eyes Wide Open                                                                                        | Haim Tabakman                                                         | イスラエル     |
| Independencia (Independence)                                                                          | Raya Martin                                                           | フィリピン     |
| Irène                                                                                                 | アラン・カヴァリエ                                                    | フランス       |
| ペルシャ猫を誰も知らない Kasi az gorbehaye irani khabar nadareh (Nobody Knows About The Persian Cats) | バフマン・ゴバディ                                                    | イラン         |
| 空気人形                                                                                              | 是枝裕和                                                              | 日本           |
| 籠の中の乙女 Kynodontas                                                                               | ヨルゴス・ランティモス                                                | ギリシャ       |
| あの夏の子供たち Le père de mes enfants (The Father of My Children)                                   | ミア・ハンセン＝ラヴ                                                  | フランス       |
| Los viajes del viento (The Wind Journeys)                                                             | Ciro Guerra                                                           | コロンビア     |
| 男として死ぬ Morrer Como Um Homem                                                                     | ジョアン・ペドロ・ロドリゲス                                          | ポルトガル     |
| 母なる証明 마더                                                                                       | ポン・ジュノ                                                          | 韓国           |
| Nang mai (Nymph)                                                                                      | ペンエーグ・ラッタナルアーン                                          | タイ           |
| Politist, Adjectiv (Police, Adjective)                                                                | コルネリウ・ポルンボユ                                                | ルーマニア     |
| プレシャス Precious                                                                                   | リー・ダニエルズ                                                      | アメリカ合衆国 |
| Samson and Delilah                                                                                    | ワーウィック・ソーントン                                              | オーストラリア |
| Skazka pro temnotu (Tale In The Darkness)                                                             | ニコライ・ホメリキ                                                    | ロシア         |
| Wit Licht (The Silent Army)                                                                           | Jean van de Velde                                                     | オランダ       |
| Tsar                                                                                                  | パーヴェル・ルンギン                                                  | ルーマニア     |

### 特別招待作品
| 題名 原題                                                 | 監督                     | 製作国                                  |
| --------------------------------------------------------- | ------------------------ | --------------------------------------- |
| アレクサンドリア Ágora                                    | アレハンドロ・アメナバル | スペイン                                |
| シャネル&ストラヴィンスキー Coco Chanel & Igor Stravinsky | ヤン・クーネン           | フランス                                |
| スペル Drag Me to Hell                                    | サム・ライミ             | アメリカ合衆国                          |
| L'armée du crime                                          | ロベール・ゲディギャン   | フランス                                |
| Ne te retourne pas                                        | マリナ・ドゥ・ヴァン     | フランス                                |
| Panique au village                                        | ヴァンサン・パタル       | フランス                                |
| Dr.パルナサスの鏡 The Imaginarium of Doctor Parnassus     | テリー・ギリアム         | イギリス カナダ アメリカ合衆国 フランス |
| カールじいさんの空飛ぶ家 Up                               | ピート・ドクター         | アメリカ合衆国                          |